# Кымчхонгу-Офис
«Кымчхонгу-Офис» (кор. 금천구청역) — наземная станция Сеульского метро на Первой (Линия Кёнбусон). Кванмён ветка — участок Первой линии метро, где организовано челночное движение между станциями «Йондынпхо» и «Кванмён».
Станция представлена двумя островными платформами. Обслуживается Корейской национальной железнодорожной корпорацией (Korail). Расположена в квартале Сихын-1-дон района Кымчхон (Кымчхонгу) города Сеул (Республика Корея). На станции установлены платформенные раздвижные двери.
На Первой линии поезда Кёнбусон зелёный экспресс (SC: Gyeongbu green express) обслуживают станцию; Кёнвон экспресс (GWː Gyeongwon) и Кёнкин экспресс (GI: Gyeongin), Кёнбусон красный экспресс (GB: Gyeongbu red express. A и B Йонсан—Чонан) не обслуживают станцию.
Пассажиропоток — на 1-й линии 23 408 чел/день (на 2013 год).